# The Singles (album, Eminem)
The Singles je první kompilační hudební album amerického rappera Eminema vydané v roce 2003.

## Seznam skladeb
| CD 1   | CD 1                                         | CD 1  |
| Pořadí | Název                                        | Délka |
| ------ | -------------------------------------------- | ----- |
| 1.     | My Name Is (feat. Dr. Dre; Radio Edit)       |       |
| 2.     | My Name Is (feat. Dr. Dre; Explicit Version) |       |
| 3.     | My Name Is (Instrumental)                    |       |

| CD 2   | CD 2                                             | CD 2  |
| Pořadí | Název                                            | Délka |
| ------ | ------------------------------------------------ | ----- |
| 1.     | Guilty Conscience (feat. Dr. Dre; Radio Version) |       |
| 2.     | Guilty Conscience (feat. Dr. Dre; Album Version) |       |
| 3.     | Guilty Conscience (Acapella Version)             |       |
| 4.     | My Name Is (feat. Dr. Dre; Promotioal Video)     |       |

| CD 3   | CD 3                | CD 3  |
| Pořadí | Název               | Délka |
| ------ | ------------------- | ----- |
| 1.     | The Real Slim Shady |       |
| 2.     | Bad Influence       |       |
| 3.     | The Real Slim Shady |       |
| 4.     | My Fault            |       |

| CD 4   | CD 4                            | CD 4  |
| Pořadí | Název                           | Délka |
| ------ | ------------------------------- | ----- |
| 1.     | The Way I Am (Unedited Version) |       |
| 2.     | The Kids                        |       |
| 3.     | ’97 Bonnie & Clyde              |       |
| 4.     | Steve Berman (Skit)             |       |
| 5.     | The Way I Am (DVD)              |       |

| CD 5   | CD 5                                                    | CD 5  |
| Pořadí | Název                                                   | Délka |
| ------ | ------------------------------------------------------- | ----- |
| 1.     | Without Me                                              |       |
| 2.     | The Way I Am (Danny Lohner Remix; feat. Marylin Manson) |       |
| 3.     | Without Me (Acappella Version)                          |       |
| 4.     | Without Me (Instrumental)                               |       |

| CD 6   | CD 6                                   | CD 6  |
| Pořadí | Název                                  | Délka |
| ------ | -------------------------------------- | ----- |
| 1.     | Sing For The Moment                    |       |
| 2.     | Rabbit Run                             |       |
| 3.     | Sing For The Moment (Instrumental)     |       |
| 4.     | Sing For The Moment (Multimedia Track) |       |

| CD 7   | CD 7                                      | CD 7  |
| Pořadí | Název                                     | Délka |
| ------ | ----------------------------------------- | ----- |
| 1.     | Cleanin’ Out My Closet                    |       |
| 2.     | Stimulate                                 |       |
| 3.     | Cleanin’ Out My Closet (Instrumental)     |       |
| 4.     | Cleanin’ Out My Closet (Multimedia Track) |       |

| CD 8   | CD 8                                                           | CD 8  |
| Pořadí | Název                                                          | Délka |
| ------ | -------------------------------------------------------------- | ----- |
| 1.     | Stan (feat. Dido; Radio Edit)                                  |       |
| 2.     | Guilty Conscience (feat. Dr. Dre; Radio Version With Gunshots) |       |
| 3.     | Hazardous Youth (Acappella Verion)                             |       |
| 4.     | Get You Mad                                                    |       |

| CD 9   | CD 9                             | CD 9  |
| Pořadí | Název                            | Délka |
| ------ | -------------------------------- | ----- |
| 1.     | Lose Yourself                    |       |
| 2.     | Lose Yourself (Instrumental)     |       |
| 3.     | Renegade (feat. Jay-Z)           |       |
| 4.     | Lose Yourself (Multimedia Track) |       |
| 5.     | 8 Mile Movie Trailer (Video)     |       |

| CD 10  | CD 10                       | CD 10 |
| Pořadí | Název                       | Délka |
| ------ | --------------------------- | ----- |
| 1.     | Business                    | 5:16  |
| 2.     | Bump Heads (feat. G-Unit)   |       |
| 3.     | Business (Acapella Version) |       |
| 4.     | Business (Live; Video)      |       |

| CD 11  | CD 11                      | CD 11 |
| Pořadí | Název                      | Délka |
| ------ | -------------------------- | ----- |
| 1.     | Wanksta (Eminem’s Version) |       |

## Producenti a ostatní
| Jméno                | Funkce                                                        |
| -------------------- | ------------------------------------------------------------- |
| Luis Resto           | Programování, keyboardy, produkce                             |
| Barbara Wilson       | Hlasy a zvuky v pozadí                                        |
| Michelle Lynn Forbes | Asistentka inženýra                                           |
| Conesha Owens        | Hlasy a zvuky v pozadí                                        |
| Jay-Z                | Zvuk                                                          |
| King Tech            | Produkce, exekutivní produkce, přizvaný interpret             |
| Danny Lohner         | Remixování                                                    |
| Tom Coster, Jr.      | Keyboardy                                                     |
| Mark Bass            | Inženýr, exekutivní produkce, produkce                        |
| Mike Elizondo        | basová kytara, kytara, keyboardy                              |
| Paul Rosenberg       | Režisér a vedoucí videa                                       |
| Stretch Armstrong    | Úprava                                                        |
| Jack McCrone         | Asistent inženýra                                             |
| Eminem               | Produkce, zvuk, vedoucí videa, mixování, programace el. bubnů |
| DJ Revolution        | Přizvaný interpret, mixování                                  |
| Alex Reverberi       | Asistent inženýra                                             |
| DJ Dreen Lantern     | Mixování                                                      |
| Sway                 | Exekutivní produkce, přizvaný interpret                       |
| DJ Head              | Programace el. bubnů                                          |
| Mel-Man              | Produkce                                                      |
| Urban Kris           | Asistent inženýra                                             |
| Michael Strange Jr.  | Asistent inženýra                                             |
| Tony Yayo            | Zvuk, hlasy, přizvaný interpret                               |
| Lloyd Banks          | Zvuk, hlasy, přizvaný interpret                               |
| Ron Feemster         | Keyboardy                                                     |
| Bob Canero           | Asistent inženýra                                             |
| Shy Felder           | Zvuky v pozadí                                                |
| Mark Avery           | Komentátor, inženýr mixování                                  |
| DJ Mark the 45 King  | Produkce                                                      |
| Marylin Manson       | Přizvaný interpret                                            |
| Jeff Bass            | Basa, produkce, exekutivní produkce, keyboardy, kytara        |
| Dido                 | Zvuk, přizvaný interpret                                      |
| Brian Gardner        | Ředitel                                                       |
| Richard Huredia      | Inženýr, inženýr mixování                                     |
| Steven King          | Inženýr, programace el. bubnů, mixování, inženýr mixování     |
| Joe Perry            | Kytara, sólista                                               |